# 桑迪克里克鎮區 (北卡羅萊納州萬斯縣)
桑迪克里克鎮區（英語：Sandy Creek Township）是位於美國北卡羅萊納州萬斯縣的一個鎮區。

## 地方資料
桑迪克里克鎮區的面積為86.76平方千米，皆為陸地。根據2020年美國人口普查的數據，當地共有人口6522人，而人口密度為每平方千米75.17人。